# Танос
Танос (на английски: Thanos) е комикс герой-злодей на „Марвел Комикс“. Първата му поява е в „Iron Man #55“ през февруари 1973 година. Негов създател е художникът и писател Джим Старлин. Името е деривация на Танатос – богът на смъртта в гръцката митология. Появява се в много от продуктите на Марвел – комикси, филми, сериали и видеоигри. IGN го поставят на 47-о място в топ 100 класацията за суперзлодеи.Танос има ръкавица с камъни, контролиращи аспекти от съществуването. Ръкавицата позволява да се извърши всичко, което Танос пожелае докато я носи..